# Étienne Maynon d’Invault
Étienne Maynon d’Invault (* 1721 in Paris; † 13. März 1801 in Saint-Germain-en-Laye) war ein französischer Jurist und physiokratisch orientierter Finanzverwalter im Ancien Régime.

## Leben und Wirken
Er war der Sohn des Vincent Maynon d’Invault (1668–1736) und seiner zweiten Ehefrau Agnès Bouvard de Fourqueux, welche beide seit 1712 verheiratet waren. Die erste Ehe des Vaters, im Jahre 1699 mit Catherine Hardouin-Mansart († 1702) geschlossen, blieb kinderlos.
Étienne Maynon d’Invault wurde im Jahre 1741 Ratsmitglied der Vierten Kammer des Gerichts von Paris, 4e chambre des Enquêtes du Parlement de Paris. Es folgte vom 4. März 1747 bis zum 29. Januar 1766 die Tätigkeit als Requetenmeister, Maîtres des requêtes, dann 1753 Président au Grand Conseil und von August 1754 an die Ämter eines Intendanten in Amiens in der Picardie, Intendant de Picardie.
Im Jahre 1758 heiratete er seine Cousine die Adélaïde Élisabeth Bouvard de Fourqueux (* 1745).
Am 22. September 1768 wurde er zum Contrôleur général des finances berufen, dies war von 1661 bis 1791 die Bezeichnung für den zuständigen Minister der Finanzen in Frankreich. Am 10. Dezember 1768 übernahm er das Staatsministeramt, Ministre d’État.